# Joalharia do Carmo
Fundada em 1924, a Joalharia do Carmo é uma joalharia portuguesa localizada em Lisboa. É classificada como Loja com História, programa municipal de Lisboa com objetivo de preservar e salvaguardar os estabelecimentos e o seu património material, histórico e cultural.
É um Comércio Tradicional e de Carácter, sendo uma loja centenária e de reconhecido valor a nível de elementos decorativos, fachadas e interiores.

## História
O período pós-terramoto de 1755, em Lisboa, promoveu a construção da Muralha do Carmo junto às ruínas do Convento do Carmo, na baixa da cidade. No decorrer de escavações feitas na muralha no início do século XX foram encontrados espaços desaproveitados e aí foram construídos alguns estabelecimentos comerciais, um dos quais a Ourivesaria Raul Pereira e Cia. Ltda, já com grande enfoque na filigrana portuguesa e com um coração que ainda hoje domina e caracteriza a fachada, adotando em 1926 o nome “Joalharia do Carmo”.
A Segunda Guerra Mundial potenciou um crescimento próspero com a compra de joias pelos refugiados que durante décadas fizeram da Joalharia do Carmo o espaço de eleição para listas de casamento e encomendas de baixelas de prata. 

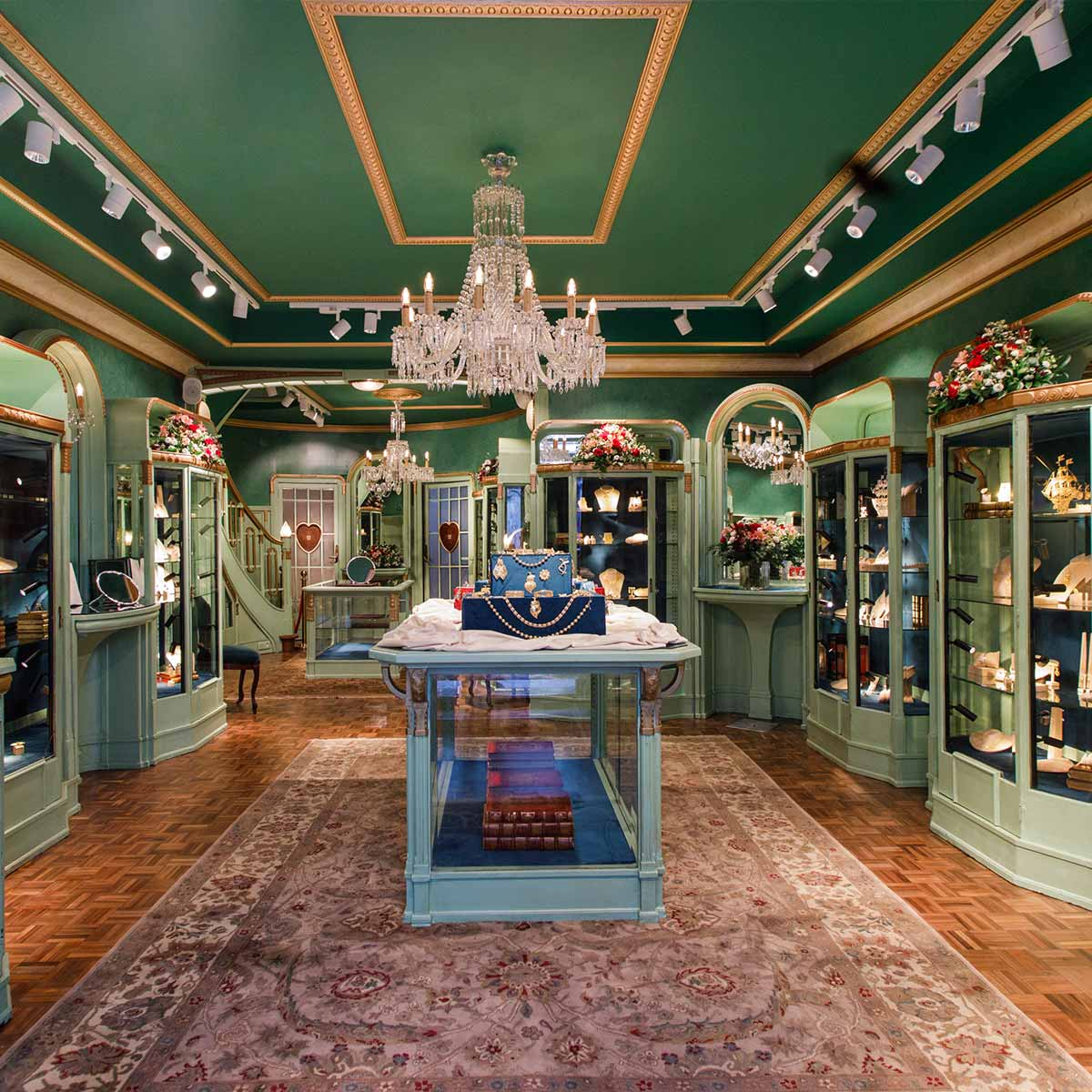
Interior Joalharia do Carmo

O espaço interior mantém o seu design e mobiliário originais: as credências com espelhos, os lustres em cristal Baccarat, as escadas de caracol e os tons de verde e dourado e nas montras a arte popular do Figurado de Barcelos dá destaque à Filigrana Portuguesa.
A Joalharia do Carmo juntou-se ao Grupo O Valor do Tempo em 2021. 

## A fachadaArt Déco
De estilo Art Déco, da autoria do arquiteto Manuel Norte Júnior, que assinou também a fachada do café A Brasileira do Chiado, a fachada da Joalharia do Carmo destaca as suas colunas coríntias e ostenta um brasão imponente como marca distintiva: o escudo português sobre a cruz de Cristo está inserido num faustoso coração coroado de castelos e ladeado de folhas de louro, onde impera o dourado, característico do espírito da época em que foi construído.

## Filigrana portuguesa
A filigrana é uma das mais fiéis representações da cultura popular portuguesa, apresentada ao mundo como símbolo maior e distintivo da joalharia nacional.
É na Mesopotâmia que se conhecem as origens da filigrana, que chegou à Europa pelas rotas comerciais do mar Mediterrâneo, e também ao Oriente, onde era usada maioritariamente como elemento decorativo. A forma como os finos fios de ouro eram soldados através de uma técnica de fusão que recorria ao calor para criar um padrão ou uma peça, era já uma realidade. A chegada de povos árabes à Península Ibérica trouxe o aperfeiçoamento da técnica e a partir do séc. XVII, a filigrana portuguesa tinha já o seu próprio imaginário.